# Ullstein-Verlag
Ullstein-Verlag är ett tyskt förlag i Berlin, grundat 1877 av Leopold Ullstein. Tidningsverksamheten ingår sedan 1950-talet i Axel Springer Verlag, sedan 2013 Axel Springer SE, där Ullstein-Verlag bland annat ger ut Berliner Morgenpost.  
Bokförlagsdelen av förlaget ingår numera i den svenska Bonnierkoncernen.